# Oberbefehlshaber Oberrhein

L'Oberbefehlshaber Oberrhein ou OB Oberrhein (que l'on peut traduire en français par « Haut commandement du Rhin supérieur ») fut pendant la Seconde Guerre mondiale, durant deux mois seulement, le centre de commandement des forces de la Wehrmacht sur le front de l'Alsace. 
Ce grand état-major commandé par le Reichsführer-SS Heinrich Himmler était directement subordonné à Adolf Hitler. Il porta aussi durant quelques jours le nom de Heeresgruppe Oberrhein (« groupe d'armées du Rhin supérieur »).

## Historique

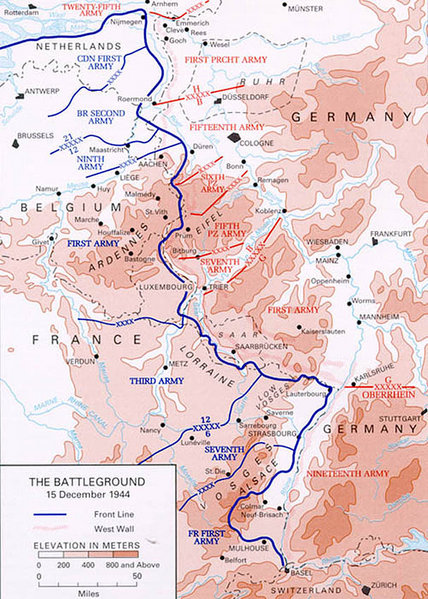
La situation de l'Ob. Oberrhein le 15 décembre 1944.

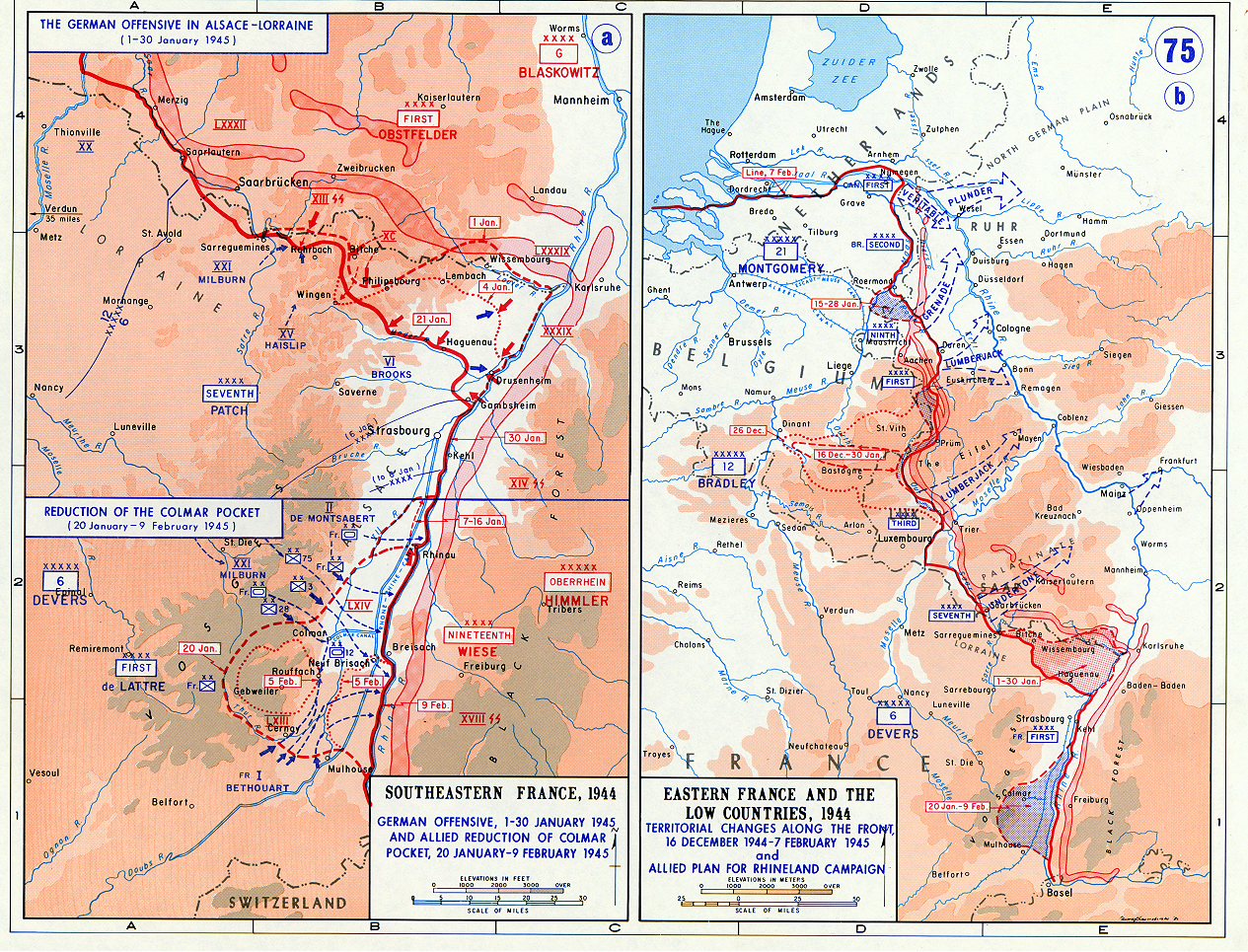
La situation de l'Ob. Oberrhein, puis du Hr.Gr. Oberrhein du 1er janvier 1945- au 9 février 1945.

Début décembre 1944, l'Alsace est libérée à l'exception de la poche de Colmar. Pour faire tenir coûte que coûte la 19e armée du général Wiese et ses dix divisions face à la 1re armée française, Hitler nomme le 2 décembre Heinrich Himmler commandant en chef de l’Oberbefehlshaber Oberrhein, un nouveau théâtre d'opérations bien indépendant de l'Oberbefehlshaber West (qui avait déjà fort à faire avec les préparatifs de l'offensive dans les Ardennes).

« En ce jour [2 décembre 1944], toutes les unités des forces terrestres, de l'air et de la Waffen-SS du bord sud du Bienwald jusqu'à la frontière suisse sont désormais placées sous le commandement du Reichsführer-SS et ont pour mission d'empêcher la traversée du Rhin par l'ennemi. Pour l'aider dans cette tâche, toute la Volkssturm sera mobilisée. Le Reichsführer-SS sera directement responsable auprès du Führer. »

Le 23 janvier 1945, Himmler passe le commandement au SS-Oberst-Gruppenführer Paul Hausser, car une nouvelle tâche l'attend : le commandement du nouveau groupe d'armées Vistule. Le 22, l'Oberbefehlshaber Oberrhein change de nom pour Heeresgruppe Oberrhein (« groupe d'armées du Rhin supérieur »). N'ayant plus d'intérêt politique dans l'affaire, Hitler laisse le groupe d'armées du Rhin supérieur disparaître le 29 janvier 1945, le Heeresgruppe G du général SS Paul Hausser prenant le contrôle des opérations terrestres dans la région du Bade-Wurtemberg.

### Commandants
| Période                               | Commandant                                                           |
| ------------------------------------- | -------------------------------------------------------------------- |
| du 2 décembre 1944 au 22 janvier 1945 | Reichsführer-SS Heinrich Himmler                                     |
| du 23 janvier 1945 au 29 janvier 1945 | SS-Oberst-Gruppenführer und Generaloberst der Waffen-SS Paul Hausser |
| Source : Bundesarchiv                 |                                                                      |

### Organigramme
| Unités du théâtre d'opérations du Rhin supérieur | Unités du théâtre d'opérations du Rhin supérieur | Unités du théâtre d'opérations du Rhin supérieur |
| Date                                             | Unité                                            |                                                  |
| ------------------------------------------------ | ------------------------------------------------ | ------------------------------------------------ |
| Décembre 1944                                    | 19e armée                                        |                                                  |